# Boerhanoeddin Harahap
Boerhanoeddin Harahap (Medan, 27 december 1917 - Jakarta, 14 juni 1987), in de huidige Indonesische spelling Burhanuddin Harahap, was de negende minister-president van Indonesië in de jaren 1955-1956. Namens de partij Masjoemi leidde hij het kabinet-Boerhanoeddin Harahap. In zijn eigen kabinet was hij ook minister van Defensie.